# Itchy, Scratchy et Poochie
Itchy, Scratchy et Poochie (France) ou Itchy & Scratchy et Poochie (Québec) (The Itchy & Scratchy & Poochie Show) est le 14e épisode de la saison 8 de la série télévisée d'animation Les Simpson.

## Synopsis
La série Itchy et Scratchy commence à lasser les enfants provoquant une grave chute d'audience, les scénaristes décident de créer un nouveau personnage : Poochie le chien. Un casting est alors organisé pour déterminer qui sera la voix de Poochie et c'est Homer qui décroche le rôle de Poochie, malgré le bon travail de ce dernier le personnage en lui-même est loin d'être un succès ...